# Eishockey in Königsbrunn
Eishockey in Königsbrunn wird seit 1951 gespielt. Derzeit spielt die erste Mannschaft des EHC Königsbrunn in der viertklassigen Bayernliga.

## Geschichte

### TSV Königsbrunn 1951 bis 1991
Am 14. November 1951 fand die Gründungsversammlung der Eishockeyabteilung des TSV Königsbrunn statt. Zum ersten Abteilungsleiter wurde Fritz Lang gewählt. Das erste Spiel der Vereinsgeschichte auf eigenem Natureis im Januar 1952 ging 22:8 gegen den HC Augsburg verloren. Schon in der darauffolgenden Saison 1952/53 nahm der Verein den Punktspielbetrieb im BEV auf. Am 6. März 1953 debütierte die neuformierte Jugendmannschaft mit einem 3:2-Sieg gegen den AERV.
Mit dem Gewinn der Bayerischen Meisterschaft 1977 und dem Aufstieg in die Regionalliga zur Saison 1977/78 spielte der TSV Königsbrunn erstmals in höherklassigen Ligen. Von 1977 bis 1982 nahm man an der Regionalliga Süd teil. Nach dem Abstieg 1981/82 in die Bayernliga wurde die Mannschaft in der Saison 1984/85 Vizemeister und qualifizierte sich mit diesem über die Aufstiegsrunde erneut für die Regionalliga Süd. Im Jahr 1987 stieg der Verein in die Oberliga Süd auf.
| Saison      | Verein | Liga         | Klasse | Gruppe | Platzierung | PO | PD | Endplatzierung                       |
| ----------- | ------ | ------------ | ------ | ------ | ----------- | -- | -- | ------------------------------------ |
| 1952/53     | TSV    | BEV          |        |        |             |    |    | Beginn des Punktspielbetriebs im BEV |
| 53/54-75/76 | TSV    | BEV          |        |        |             |    |    |                                      |
| 1976/77     | TSV    | Bayernliga   | V      |        | Meister     | X  |    | RL-Aufsteiger                        |
| 1977/78     | TSV    | Regionalliga | I V    | Süd    | 3. Platz    | X  |    | 4. Platz                             |
| 1978/79     | TSV    | Regionalliga | I V    | Süd    | 10. Platz   |    |    |                                      |
| 1979/80     | TSV    | Regionalliga | I V    | Süd    | 9. Platz    |    |    |                                      |
| 1980/81     | TSV    | Regionalliga | I V    | Süd    | 4. Platz    | X  |    | 5. Platz Aufstiegsgruppe             |
| 1981/82     | TSV    | Regionalliga | I V    | Süd    | 10. Platz   |    | X  | 2. Abstiegsrunde, Rückzug in die BLL |
| 1982/83     | TSV    | Landesliga   | V I    | Gr. 4  |             |    |    |                                      |
| 1983/84     | TSV    | Landesliga   | V I    | Gr. 4  | Meister     | X  |    | BYL-Aufsteiger                       |
| 1984/85     | TSV    | Bayernliga   | V      |        | Vizemeister | X  |    | 2. Platz Gr. B, RL-Aufsteiger        |
| 1985/86     | TSV    | Regionalliga | I V    | Süd    | 3. Platz    | X  |    | 4. Platz Gr. A                       |
| 1986/87     | TSV    | Regionalliga | I V    | Süd    | 3. Platz    | X  |    | 3. Platz Gr. A, OL-Aufsteiger        |
| 1987/88     | TSV    | Oberliga     | I I I  | Süd    | 11.         |    | X  | 1. Platz Gruppe A                    |
| 1988/89     | TSV    | Oberliga     | I I I  | Süd    | 7.          | X  |    | 6. Platz Gr. A, 2. BL-Quali          |
| 1989/90     | TSV    | Oberliga     | I I I  | Süd    | 5.          | X  |    | 7. Platz Gr. B, 2. BL-Quali          |
| 1990/91     | TSV    | Oberliga     | I I I  | Süd    | 13.         |    | X  | 3. Platz Gr. B,                      |

Quelle: rodi-db.de Quelle: passionhockey.com

### ESV Pinguine Königsbrunn 1991 bis 2013
Im Sommer 1991 machte sich die Eishockeyabteilung des TSV Königsbrunn unter dem Namen ESV Pinguine Königsbrunn selbstständig. Sie setzte den Spielbetrieb 1991/92 in der Oberliga fort. Mit der Einführung der Deutschen Eishockey Liga im Sommer 1994 wurde die Mannschaft in die neue 2. Liga Süd eingeteilt. Dort spielte der Verein bis zur Saison 1997/98, in der man schließlich in die Bayernliga abstieg. In der Saison 2001/02 wurde man Vizemeister der Bayernliga und nahm an der Aufstiegsrunde zur Regionalliga Süd teil, wobei man den Aufstieg als Zweiter knapp verpasste.
In den Folgejahren spielte der Verein weiter in der Bayernliga, bis er 2009 in die Landesliga abstieg. Nachdem die Seniorenmannschaft in der Saison 2009/10 Platz 4 in der Landesliga erreicht hatte, wurde nach Rücktritten in der Vorstandschaft am 6. April 2010 ein Antrag auf Eröffnung des Insolvenzverfahrens gestellt. Sowohl Vorstandsrücktritt als auch Insolvenzantrag wurden vom zuständigen Amtsgericht abgelehnt. Trotz der finanziellen Probleme stieg die Mannschaft des ESV als Nachrücker in die Bayernliga auf. Während der Saison 2012/13 wurde am 13. Dezember 2012 die Mannschaft vom Spielbetrieb in der Bayernliga abgemeldet, da aufgrund der Spielerabgänge während der begonnenen Wechselperiode die Mindeststärke des Kaders nicht mehr erreicht wurde. Am 5. Februar 2013 wurde das Insolvenzverfahren über den Verein eröffnet.
| Saison  | Verein | Liga         | Klasse | Gruppe   | Platzierung | PO | PD | Endplatzierung     | Zuschauer Ø |
| ------- | ------ | ------------ | ------ | -------- | ----------- | -- | -- | ------------------ | ----------- |
| 1990/91 | ESV    | Oberliga     | I I I  | Süd      | 13.         |    | X  | 3. Platz Gr. B,    |             |
| 1991/92 | ESV    | Oberliga     | I I I  | Süd      | 14.         |    | X  | 2. Platz, OL-Quali |             |
| 1992/93 | ESV    | Oberliga     | I I I  | Süd      | 18.         |    | X  | 7. Platz, OL-Quali |             |
| 1993/94 | ESV    | Regionalliga | I V    | Süd      | 15.         |    | X  | 3. RL-Quali        |             |
| 1994/95 | ESV    | 2. Liga      | I I I  | Süd      | 16.         |    | X  | 4. Ab.runde        |             |
| 1995/96 | ESV    | 2. Liga      | I I I  | Süd      | 11.         |    | X  | 3. Ab.runde        |             |
| 1996/97 | ESV    | 2. Liga      | I I I  | Süd      | 12.         |    | X  | Relegation         |             |
| 1997/98 | ESV    | 2. Liga      | I I I  | Süd      | 16.         |    | X  | Abstieg            |             |
| 1998/99 | ESV    | Bayernliga   | V      |          | 5.          |    |    |                    |             |
| 1999/00 | ESV    | Bayernliga   | V      |          | 9.          |    |    |                    |             |
| 2000/01 | ESV    | Bayernliga   | V      | West     | Vizemeister | X  |    | 5. Platz           |             |
| 2001/02 | ESV    | Bayernliga   | V      | West     | Meister     | X  |    | Vizemeister        |             |
| 2002/03 | ESV    | Regionalliga | I V    | BYL/West | Meister     | X  |    | Halbfinale         |             |
| 2003/04 | ESV    | Regionalliga | I V    | BYL      | 13.         |    |    | Hauptrunde         |             |
| 2004/05 | ESV    | Regionalliga | I V    | BYL      | 14.         |    |    | Hauptrunde         |             |
| 2005/06 | ESV    | Regionalliga | I V    | BYL      | 6.          |    |    | Viertelfinale      | 180         |
| 2006/07 | ESV    | Regionalliga | I V    | BYL      | 9.          |    |    | Hauptrunde         | 144         |
| 2007/08 | ESV    | Regionalliga | I V    | BYL      | 8.          | X  |    | Viertelfinale      | 252         |
| 2008/09 | ESV    | Regionalliga | I V    | BYL      | 11.         |    | X  | Abstieg            | 397         |
| 2009/10 | ESV    | Landesliga   | V      | West     | Meister     | X  |    | Aufstieg           | 293         |
| 2010/11 | ESV    | Regionalliga | I V    | BYL      | 14.         |    | X  | 1. Ab.runde        | 238         |
| 2011/12 | ESV    | Regionalliga | I V    | BYL      | 8.          | X  |    | Meisterrunde       | 217         |
| 2012/13 | ESV    | Regionalliga | I V    | BYL      | 15.         |    | X  | Abstieg, Rückzug   | 117         |

Quelle: rodi-db.de Quelle: passionhockey.com Quelle: eishockey-online.com

### EHC Königsbrunn seit 2010
Bereits nach dem Insolvenzantrag 2010 wurde der EHC Königsbrunn als Nachfolgeverein gegründet.
Zusätzlich wurde für die Nachwuchs- und die Frauenmannschaften der EV Königsbrunn gegründet.
| Saison  | Verein | Liga         | Klasse | Gruppe   | Platzierung | PO | PD | Endplatzierung             | Zuschauer Ø |
| ------- | ------ | ------------ | ------ | -------- | ----------- | -- | -- | -------------------------- | ----------- |
| 2013/14 | EHC    | Bezirksliga  | V I    | West     | Meister     | X  |    | Aufstieg                   | 170         |
| 2014/15 | EHC    | Landesliga   | V      | Süd/West | 9.          |    |    |                            | 123         |
| 2015/16 | EHC    | Landesliga   | V      | Gr. III  | Meister     | X  |    | 9. Platz                   | 189         |
| 2016/17 | EHC    | Landesliga   | V      | Gr. III  | 3.          | X  |    | Meisterrunde               | 392         |
| 2017/18 | EHC    | Landesliga   | V      | Süd/West | 5.          | RL |    | 3. Gr. C, 4. BLL, Aufstieg | 432         |
| 2018/19 | EHC    | Regionalliga | I V    | BYL      | 6.          | OL |    | 7. Platz                   | 452         |
| 2019/20 | EHC    | Regionalliga | I V    | BYL      | 8.          |    | X  | 4. Platz                   | 405         |
| 2020/21 | EHC    | Regionalliga | I V    | BYL      | (14)        | –  | –  | Ende nach 7 Spieltagen     | (Covid–19)  |
| 2021/22 | EHC    | Regionalliga | I V    | BYL      | 9.          |    | X  | Abstiegsrunde              | 218         |
| 2022/23 | EHC    | Regionalliga | I V    | BYL      | 4.          | X  |    | Bayerischer Meister        | 605         |
| 2023/24 | EHC    | Regionalliga | I V    | BYL      | 4.          | X  |    | Bayerischer Meister        | 646         |
| 2024/25 | EHC    | Regionalliga | I V    | BYL      | 2.          | X  |    | Bayerischer Vizemeister    | 514         |

Quelle: rodi-db.de Quelle: passionhockey.com Quelle: eishockey-online.com

### Erfolge
| - Aufstieg in die 2. Eishockey-Liga 1994 - Aufstieg in die Oberliga 1987 - Vizemeister Regionalliga Süd 1987 - Aufstieg in die Regionalliga (BYL) 2002, 2010, 2018 - Aufstieg in die Regionalliga 1977, 1985 - Bayerischer Meister (4. Liga) 2023, 2024 - Bayerischer Meister 1977 | - Bayerischer Vizemeister 1985, 2002 (4. Liga) 2025 - Meister Bayernliga West/4. Liga 2003 - Meister Bayernliga West 2002 - Vizemeister Bayernliga West 2001 - Aufstieg in die Bayernliga 1984 - Meister Bayerische-Landesliga West 1984, 2010, 2016 - Meister Bayerische-Bezirksliga West 2014 |

## Nachwuchs
Im Sommer 2005 schloss der ESV mit dem Augsburger EV einen Kooperationsvertrag ab, wonach innerhalb der Zusammenarbeit der ESV Königsbrunn mit der Senioren- und der Juniorenmannschaft, der Augsburger EV mit der Jugend- und der Schülermannschaft, und in den jüngeren Nachwuchsalterklassen beide Vereine mit Mannschaften
am Spielbetrieb teilnehmen. Mit Beginn der Spielzeit 2008/2009 wurde der Kooperationsvertrag mit dem Augsburger EV allerdings beendet und wieder eine eigene Schülermannschaft gegründet.
Die Juniorenmannschaft spielt erstmals in der Saison 2008/2009 in der Bundesliga Süd, wo sie den Klassenerhalt schaffte. Im Mai 2010 wechselte die Mannschaft zum Augsburger EV, stattdessen sollte die Juniorenbezirksligamannschaft des AEV zum ESV wechseln.
Ab der Saison 2013/14 spielen die Mannschaften unter dem Dach des EV Königsbrunn.

## Frauen
Als sich im Oktober 2006 der langjährige Bundesligist DEC Tigers Königsbrunn auflöste, wechselte ein Großteil der Spielerinnen zum ESV Königsbrunn. Der Verein meldete daraufhin erstmals eine Frauenmannschaft in der zweitklassigen Landesliga Bayern. Ab der Saison 2013/14 setzt die Mannschaft unter dem Dach des EV Königsbrunn den Spielbetrieb fort.
- Süddeutscher Vizemeister 2023
- Bayerischer Meister 2023

## Inlinehockey
Die Inlinehockeymannschaft des ESV Pinguine Königsbrunn nahm an der vom Deutschen Eishockey-Bund organisierten DIHL teil. In den Jahren 2004, 2006 und 2009 erreichte man jeweils das Finale, unterlag aber jedes Mal.
In der Saison 2010 nahm eine Königsbrunner Mannschaft an der DIHL teil, die organisatorisch unabhängig vom ESV war, und unterlag erneut erst im Finale. Ab 2011 nimmt die Mannschaft als IC Königsbrunn in der DIHL teil.

## Eisstadion
2023  wurde die 1984 neu erbaute Eishalle der Königstherme in Pharmpur Eisarena umbenannt.
Vor der Eröffnung der Eishalle spielte der damalige TSV Königsbrunn seit der Vereinsgründung erst auf dem vereinseigenen Natureissplatz hinter dem Gasthof Krone, ehe 1976 der Umzug ins offene Kunsteisstadion des Augsburger Stadtteils Haunstetten erfolgte.